# Albert Heim
Albert Heim (Zurigo, 12 aprile 1849 – Zurigo, 31 agosto 1937) è stato un geologo svizzero.

## Biografia
Direttore dell'Ufficio geologico svizzero, fu autore di una carta geografica della Svizzera. Per primo compì approfonditi studi sull'orogenesi alpina.
Da lui prende nome il dorsum Heim.